# Tuuksi
Tuuksi (en carélien : Tuuksi, en finnois : Tuuksi, en russe : Ту́кса, Tuksa) est une municipalité rurale du raïon d'Olonets en république de Carélie.

## Géographie
La commune de Tuuksi est située au bord de la Tuuksenjoki affluent de l'Alavoisenjoki a 8 km à l'ouest d'Olonets.
La municipalité de Tuuksi a une superficie de 84 km2.
Tuuksi est bordée au nord par Kovera du raïon d'Olonets, au sud-est par Olonets et à l'ouest par Alavoinen.

## Démographie
Recensements (*) ou estimations de la population
| 1989  | 2009  | 2013  | 2015  |
| ----- | ----- | ----- | ----- |
| 1 244 | 1 211 | 1 156 | 1 097 |

| 2021 | - | - | - |
| ---- | - | - | - |
| 991  | - | - | - |